# 1497 Тампере
1497 Тампере (1497 Tampere) — астероїд головного поясу, відкритий 22 вересня 1938 року.
Тіссеранів параметр щодо Юпітера — 3,285.